# Saint-Avit-de-Vialard
Saint-Avit-de-Vialard é uma comuna francesa na região administrativa da Nova Aquitânia, no departamento Dordonha. Estende-se por uma área de 8,69 km². Em 2010 a comuna tinha 167 habitantes (densidade: 19,2 hab./km²).